# موريس وارد
موريس وارد (بالإنجليزية: Maurice Ward)‏ هو مخترِع بريطاني، ولد في 1933، وتوفي في 2011.

## وصلات خارجية
- الموقع الرسمي